# Стробоскоп
Стробоскоп (грч. стробо - врти се и грч. σκοπέω (скопео- гледати)) је оптички уређај који помоћу низа испрекиданих и у покрету представљених цртежа стапа један покрет. У периоду када су се појавиле механичке анимације, играчке које се покрећу навијањем опруга са једноставним механизмима унутар кутије, настао је и стробоскоп или стробоскоп диск. Уређај је величином и начином рада толико сличан фенакистоскопу да се често поистовећују. Стробоскоп је изумео професор Симон Стампфер и његов рад има велику улогу у будућој примени синтезе покрета.

## Стробоскоп диск или Стампферов диск
Уређај се састојао од два диска од којих је један са уздужним прорезима а други са цртежима у разним фазама покрета. Посматрајући кроз отворе једног диска, цртеже на другом диску, стиће се утисак да се цртеж креће.

## Оптички уређаји
- Тауматроп
- Фенакистоскоп
- зоотроп или зоетроп
- Фантаскоп
- Праксиноскоп
- Зоопраксископ
- Кинеограф
- Кинора
- Филоскоп
- Мутоскоп